# Marko Mamić
Marko Mamić, né le 6 mars 1994 à Zagreb, est un handballeur croate. Il évolue au poste d'arrière gauche pour le club allemand du SC DHfK Leipzig et en équipe nationale de Croatie.

## Palmarès

### En clubs
- Vainqueur du Championnat de Suisse (2) : 2014, 2015
- Vainqueur du Championnat de Pologne (2) : 2018, 2019
- Vainqueur de la Coupe de Pologne (2) : 2018, 2019

### En équipe nationale
- médaille de bronze au Championnat d'Europe 2016, Pologne
- 5e place aux Jeux olympiques 2016, Rio de Janeiro
- 4e place au Championnat du monde 2017, France
- 5e place au Championnat d'Europe 2018, Croatie
- Médaille d'argent au Championnat d'Europe 2020 en Suède/Autriche/Norvège